# 笠取山分屯基地
座標: 北緯34度43分12秒 東経136度18分8秒 / 北緯34.72000度 東経136.30222度
笠取山分屯基地（かさとりやまぶんとんきち、JASDF Kasatoriyama Sub Base）とは、三重県津市榊原町4183-12に所在し、第1警戒隊が配置されている航空自衛隊入間基地の分屯基地である。
分屯基地司令は、第1警戒隊長が兼務。

## 配置部隊

### 中部航空方面隊隷下
- （中部航空警戒管制団）
  - 第1警戒隊

## 沿革
- 1955年（昭和30年）7月：アメリカ軍による基地開設
- 1956年（昭和31年）11月：東部訓練航空警戒群第3警戒隊第1中隊編成
- 1958年（昭和33年）7月：アメリカ軍より運営移管
- 1961年（昭和36年）7月15日：中部航空警戒管制団の改編に伴い、第1警戒群に改称
- 2008年（平成20年）5月：J/FPS-3レーダーをJ/FPS-3A(UG)に改修、BMD対処能力付与[1]
- 2021年（令和03年）7月1日：第1警戒群が第1警戒隊に改編[2]。